# Cocalus
Cocalus là một chi nhện trong họ Salticidae.